# Дискографія Чо Кюхьона
Чо Кюхьон (більш відомий під мононімом Кюхьон) — південнокорейський співак. Його дискографія складається з одного студійного альбому, чотирьох мініальбомів, двох сингл-альбомів, чотирнадцяти синглів, трьох промо-синглів і двадцяти однієї пісні-саундтреку. Він дебютував як учасник південнокорейського бой-бенду Super Junior у 2006 році, а згодом став частиною його підгрупи Super Junior-K.R.Y. у 2006 році та Super Junior-M у 2008 році, а також гурт SM Entertainment SM the Ballad у 2010 році.

## Альбоми

### Студійні альбоми
| Назва     | Деталі альбому                                                               | Пікові позиції у чартах | Продажі          |
| Назва     | Деталі альбому                                                               | JPN                     | Продажі          |
| --------- | ---------------------------------------------------------------------------- | ----------------------- | ---------------- |
| One Voice | - Реліз: 8 лютого 2017 - Лейбл: Avex Trax - Формат: CD, цифрове завантаження | 1                       | - Японія: 28,491 |

### Сингл-альбоми
| Назва                 | Деталі альбому                                                                       | Пікові позиції у чартах | Продажі                  |
| Назва                 | Деталі альбому                                                                       | KOR                     | Продажі                  |
| --------------------- | ------------------------------------------------------------------------------------ | ----------------------- | ------------------------ |
| Goodbye for Now       | - Реліз: 24 травня 2017 - Лейбл: SM Entertainment - Формат: CD, цифрове завантаження | 3                       | - Південна Корея: 25,997 |
| The Day We Meet Again | - Реліз: 20 травня 2019 - Лейбл: SM Entertainment - Формат: CD, цифрове завантаження | 3                       | - Південна Корея: 52,386 |

## Мініальбоми
| Назва                            | Деталі альбому                                                                          | Пікові позиції у чартах | Пікові позиції у чартах | Пікові позиції у чартах | Продажі                                         |
| Назва                            | Деталі альбому                                                                          | KOR                     | JPN                     | US World                | Продажі                                         |
| -------------------------------- | --------------------------------------------------------------------------------------- | ----------------------- | ----------------------- | ----------------------- | ----------------------------------------------- |
| At Gwanghwamun                   | - Реліз: November 13, 2014 - Лейбл: SM Entertainment - Формат: CD, цифрове завантаження | 1                       | 41                      | 2                       | - Південна Корея: 71,169                        |
| Fall, Once Again                 | - Реліз: 15 жовтня 2015 - Лейбл: SM Entertainment - Формат: CD, цифрове завантаження    | 1                       | 38                      | —                       | - Південна Корея: 45,387                        |
| Waiting, Still                   | - Реліз: 10 листопада 2016 - Лейбл: SM Entertainment - Формат: CD, цифрове завантаження | 5                       | 41                      | —                       | - Південна Корея: 44,567 - Японія: 1,964        |
| Love Story (4 Season Project 季) | - Реліз: 25 січня 2022 - Лейбл: SM Entertainment - Формат: CD, цифрове завантаження     | 4                       | 20                      | —                       | - Південна Корея: 55,774 - Японія: 1,931 (Фіз.) |

## Сингли

### Як головний виконавець
| Назва                                                                            | Рік  | Пікові позиції у чартах | Продажі                      | Альбом                           |
| Назва                                                                            | Рік  | KOR                     | Продажі                      | Альбом                           |
| -------------------------------------------------------------------------------- | ---- | ----------------------- | ---------------------------- | -------------------------------- |
| «At Gwanghwamun» (광화문에서)                                                    | 2014 | 2                       | - Південна Корея: 2,500,000+ | At Gwanghwamun                   |
| «A Million Pieces» (밀리언조각)                                                  | 2015 | 6                       | - Південна Корея: 496,844+   | Fall, Once Again                 |
| «The Day We Felt Distance» (멀어지던 날)                                         | 2015 | 14                      | - Південна Корея: 300,112+   | Сингли поза альбомом             |
| «Celebration: Kimi ni Kakeru Hashi» (Celebration～君に架ける橋～)                | 2016 | 5                       | - Японія: 31,302 (Фіз.)      | Сингли поза альбомом             |
| «Blah Blah» (블라블라)                                                           | 2016 | 18                      | - Південна Корея: 454,233+   | Waiting, Still                   |
| «Still» (여전히 아늑해)                                                          | 2016 | 24                      | - Південна Корея: 387,133+   | Waiting, Still                   |
| «Goodbye for Now» (다시 만나는 날)                                               | 2017 | 18                      | - Південна Корея: 200,138+   | Goodbye for Now                  |
| «Time with You» (그게 좋은거야)                                                  | 2019 | 98                      | Н/Д                          | Сингл без альбому                |
| «Aewol-ri» (애월리)                                                              | 2019 | 117                     | Н/Д                          | The Day We Meet Again            |
| «Dreaming»                                                                       | 2020 | 112                     | Н/Д                          | Love Story (4 Season Project 季) |
| «Daystar» (내 마음을 누르는 일)                                                  | 2020 | 91                      | Н/Д                          | Love Story (4 Season Project 季) |
| «Moving On» (마지막 날에)                                                        | 2021 | 30                      | Н/Д                          | Love Story (4 Season Project 季) |
| «Coffee» (커피)                                                                  | 2021 | 87                      | Н/Д                          | Love Story (4 Season Project 季) |
| «Together» (투게더)                                                              | 2021 | 106                     | Н/Д                          | Love Story (4 Season Project 季) |
| «Love Story» (연애소설)                                                          | 2022 | 92                      | Н/Д                          | Love Story (4 Season Project 季) |
| «—» релізи, що не потрапили у чарти або не були випущені у відповідних регіонах. |      |                         |                              |                                  |

### Як запрошений виконавець
| Назва                                                                            | Рік  | Пікові позиції у чартах | Продажі                   | Альбом                          |
| Назва                                                                            | Рік  | KOR                     | Продажі                   | Альбом                          |
| -------------------------------------------------------------------------------- | ---- | ----------------------- | ------------------------- | ------------------------------- |
| «Just For One Day» (하루만) (The Grace featuring Kyuhyun)                        | 2007 | —                       | Н/Д                       | One More Time, OK?              |
| «Miss You» (너무 그리워) (as part of S.M. The Ballad)                            | 2010 | 16                      | Н/Д                       | SM the Ballad Vol. 1 — Miss You |
| «Trap» (Henry featuring Kyuhyun and Темін)                                       | 2013 | 28                      | - Південна Корея: 322,616 | Trap                            |
| «Here She Comes» (그녀가 온다) (Lee Moon-se duet with Kyuhyun)                   | 2015 | —                       | Н/Д                       | New Direction                   |
| «Two Men» (두 남자) (Parc Jae-jung featuring Kyuhyun)                            | 2016 | —                       | Н/Д                       | Сингл без альбому               |
| «Pat Pat» (쓰담쓰담) (with Mino, P.O)                                            | 2019 | —                       | Н/Д                       | Kang's Kitchen 3                |
| «Happy Together» (with Yoo Yeon-seok)                                            | 2023 | —                       | —                         | Bro & Marble                    |
| «—» релізи, що не потрапили у чарти або не були випущені у відповідних регіонах. |      |                         |                           |                                 |

### Промо-сингли
| Назва                                                                            | Рік  | Пікові позиції у чартах | Продажі                   | Альбом                                                                           |
| Назва                                                                            | Рік  | KOR                     | Продажі                   | Альбом                                                                           |
| -------------------------------------------------------------------------------- | ---- | ----------------------- | ------------------------- | -------------------------------------------------------------------------------- |
| «Happy Bubble» (with Donghae featuring Han Ji-min)                               | 2009 | —                       | Н/Д                       | Сингл без альбому                                                                |
| «7 Years of Love» (7년간의 사랑)                                                 | 2009 | —                       | Н/Д                       | Yoo Young-suk's 20th Anniversary                                                 |
| «Late Autumn» (늦가을)                                                           | 2011 | 43                      | - Південна Корея: 268,376 | Yoon Jong Shin's The Monthly Melody                                              |
| «Love Dust»                                                                      | 2013 | 46                      | - Південна Корея: 69,871  | Hwang Sung Je's Project 'Super Hero' OST                                         |
| «T'ple Couple Want It» (T플커플 Want It!) (with Seohyun)                         | 2013 | —                       | Н/Д                       | Сингл без альбому                                                                |
| «I've Loved Just One Person» (한 사람을 사랑했네)                                | 2016 | 38                      | - Південна Корея: 33,149  | Two Yoo Project Sugar Man Part 21                                                |
| «Samdado News» (삼다도 소식)                                                     | 2016 | —                       | Н/Д                       | Thanks Band                                                                      |
| «Like Rain, Like Music» (비처럼 음악처럼)                                        | 2020 | —                       | Н/Д                       | The Late Kim Hyun-sik's 30th Anniversary Memorial Album «Making Memories» Part 1 |
| «—» релізи, що не потрапили у чарти або не були випущені у відповідних регіонах. |      |                         |                           |                                                                                  |

## Саундтреки
| Назва                                                                            | Рік  | Пікові позиції у чартах | Продажі                   | Альбом                           |
| Назва                                                                            | Рік  | KOR                     | Продажі                   | Альбом                           |
| -------------------------------------------------------------------------------- | ---- | ----------------------- | ------------------------- | -------------------------------- |
| «Smile»                                                                          | 2006 | —                       | Н/Д                       | Hyena OST                        |
| «Listen… To You» (듣죠… 그대를)                                                  | 2010 | —                       | Н/Д                       | Pasta OST                        |
| «Hope Is a Dream That Doesn't Sleep» (희망은 잠들지 않는 꿈)                     | 2010 | 40                      | Н/Д                       | King of Baking, Kim Takgu OST    |
| «Biting My Lips» (입술을 깨물고) (with Ryeowook and Sungmin)                     | 2010 | 49                      | Н/Д                       | The President OST                |
| «The Way to Break Up» (헤어지는 방법)                                            | 2011 | 45                      | - Південна Корея: 120,706 | Poseidon OST                     |
| «Edge of Rain» (인우 (刃雨))                                                     | 2012 | 66                      | - Південна Корея: 132,215 | God of War OST                   |
| «To the Beautiful You» (아름다운 그대에게)) (з Тіффані)                          | 2012 | 27                      | - Південна Корея: 140,294 | To the Beautiful You OST         |
| «Just Once» (한번만)                                                             | 2012 | 68                      | - Південна Корея: 42,499  | The Great Seer OST               |
| «Shine Your Way» (Korean version) (with Luna)                                    | 2013 | —                       | Н/Д                       | The Croods OST                   |
| «Until I Reach Your Star» (너의 별에 닿을 때까지)                                | 2015 | 29                      | - Південна Корея: 30,823  | Hogu's Love OST                  |
| «The Time We Loved» (우리가 사랑한 시간)                                         | 2015 | 9                       | - Південна Корея: 210,557 | The Time We Were Not in Love OST |
| «Where Is My Heart» (내 맘은 어디에 두죠)                                        | 2016 | 47                      | - Південна Корея: 41,714  | One More Happy Ending OST        |
| «If You»                                                                         | 2017 | —                       | Н/Д                       | Hit the Top OST                  |
| «Serendipity» (우연히 그대) (with Gummy)                                         | 2019 | —                       | Н/Д                       | Love at First Song OST           |
| «All Day Long» (하루종일)                                                        | 2020 | 142                     | Н/Д                       | When the Weather Is Fine OST     |
| «Confession Is Not Flashy» (화려하지 않은 고백)                                  | 2020 | 8                       | Н/Д                       | Hospital Playlist OST            |
| «The Moment My Heart Flinched» (내 마음이 움찔했던 순간)                         | 2020 | 8                       | Н/Д                       | She Is My Type OST               |
| «Love Beyond Words» (사랑은 말로 표현하는게 아니래요)                            | 2021 | 122                     | Н/Д                       | Soundtrack #1 OST                |
| «Promise You»                                                                    | 2022 | 161                     | Н/Д                       | Forecasting Love and Weather OST |
| «Departure from a Country» (출국)                                                | 2022 | —                       | Н/Д                       | Sh**ting Stars OST               |
| «Do You Worry» (애태우나요)                                                      | 2022 | —                       | Н/Д                       | Single's Inferno 2 OST           |
| «What Do You Think» (그대는 날 어떻게 생각해)                                    | 2023 | —                       | Н/Д                       | Delivery Man OST                 |
| «Still Our Love Continue» (우리 사랑 이대로) (with Jung Eun-ji)                  | 2023 | 72                      | Н/Д                       | My Love OST                      |
| «—» релізи, що не потрапили у чарти або не були випущені у відповідних регіонах. |      |                         |                           |                                  |

## Інші появи
| Назва                                                                            | Рік  | Пікові позиції у чартах | Альбом                            |
| Назва                                                                            | Рік  | KOR                     | Альбом                            |
| -------------------------------------------------------------------------------- | ---- | ----------------------- | --------------------------------- |
| «Wish»(소원) (TVXQ feat. Kyuhyun and Ryeowook)                                   | 2008 | —                       | Mirotic                           |
| «Hot Times» (시험하지 말기) (as part of S.M. The Ballad)                         | 2010 | 93                      | SM the Ballad Vol. 1 — Miss You   |
| «Love Again» (다시… 사랑합니다) (as part of S.M. The Ballad)                     | 2010 | —                       | SM the Ballad Vol. 1 — Miss You   |
| «Ordinary Day» (with Onew and Taeil)                                             | 2021 | —                       | 2021 Winter SM Town: SMCU Express |
| «—» релізи, що не потрапили у чарти або не були випущені у відповідних регіонах. |      |                         |                                   |

## Інші пісні у чартах
| «At Close» (뒷모습이 참 예뻤구나)                                                | 2014 | 41  | - Південна Корея: 255,855+ | At Gwanghwamun   |
| «Eternal Sunshine»                                                               | 2014 | 44  | - Південна Корея: 108,625+ | At Gwanghwamun   |
| «Moment of Farewell» (이별을 말할 때)                                            | 2014 | 49  | - Південна Корея: 186,108+ | At Gwanghwamun   |
| «My Thoughts, Your Memories» (나의 생각, 너의 기억)                              | 2014 | 56  | - Південна Корея: 171,146+ | At Gwanghwamun   |
| «One Confession» (사랑이 숨긴 말들)                                              | 2014 | 57  | - Південна Корея: 166,714+ | At Gwanghwamun   |
| «Flying, Deep in the Night» (깊은 밤을 날아서)                                   | 2014 | 61  | - Південна Корея: 99,949+  | At Gwanghwamun   |
| «Remember Me» (좋은사람)                                                         | 2015 | 41  | - Південна Корея: 144,756+ | Fall, Once Again |
| «Because I Miss You» (그냥 보고 싶어 그래)                                       | 2015 | 54  | - Південна Корея: 123,916+ | Fall, Once Again |
| «Autumn Sleeves» (긴 팔)                                                         | 2015 | 76  | - Південна Корея: 77,962+  | Fall, Once Again |
| «Ways to Say Goodbye» (안녕의 방식)                                              | 2015 | 82  | - Південна Корея: 79,908+  | Fall, Once Again |
| «Piano Forest» (피아노 숲)                                                       | 2015 | 83  | - Південна Корея: 75,863+  | Fall, Once Again |
| «Wind» (바람)                                                                    | 2015 | 89  | - Південна Корея: 76,258+  | Fall, Once Again |
| «Last Good-bye» (조용히 안녕)                                                    | 2016 | 100 | - Південна Корея: 98,619+  | Waiting, Still   |
| «Love In Time» (시절인연)                                                        | 2016 | —   | - Південна Корея: 62,704+  | Waiting, Still   |
| «And We» (그리고 우리)                                                           | 2016 | —   | - Південна Корея: 54,180+  | Waiting, Still   |
| «Fall In You» (네 안의 가을)                                                     | 2016 | —   | - Південна Корея: 60,306+  | Waiting, Still   |
| «When with Me» (마음세탁소)                                                      | 2016 | —   | - Південна Корея: 62,895+  | Waiting, Still   |
| «—» релізи, що не потрапили у чарти або не були випущені у відповідних регіонах. |      |     |                            |                  |

## Музичні відео
| Назва                               | Рік  |
| ----------------------------------- | ---- |
| «At Gwanghwamun»                    | 2014 |
| «A Million Pieces»                  | 2015 |
| «The Day We Felt Distance»          | 2015 |
| «Celebration: Kimi ni Kakeru Hashi» | 2016 |
| «Blah Blah»                         | 2016 |
| «Still»                             | 2016 |
| «One Voice»                         | 2017 |
| «Goodbye for Now»                   | 2017 |
| «Time with You»                     | 2019 |
| «Aewol-ri»                          | 2019 |
| «Dreaming»                          | 2020 |
| «Daystar»                           | 2020 |
| «Coffee»                            | 2021 |
| «Love Story»                        | 2022 |

## Нотатки
1. ↑  Продажі наведені згідно цифрових завантажень, якщо не зазначено інше.
2. ↑  Пісня «T'ple Couple Want It» була використана для реклами телеком-бренду SK Telecom.
3. ↑  Пісня «Samdado News» була використана у рекламі бренду води Jeju Samdasoo[20].
4. ↑  Пісня «Ordinary Day» не потрапила у Gaon Digital Chart, але посіла 69 місце у Download Chart[22].